# Pocket Legends
Pocket Legends est un MMO 3D pour iOS et Android développé par Spacetime Studios. Il a été décrit comme le premier MMO 3D mobile multiplateforme. 

## Gameplay
Pocket Legends est un CORPG (Co-Operative Role-Playing Game) basé sur des niveaux, similaire dans sa conception au MMO Diablo II pour PC en ce qui concerne le gameplay des donjons et les quêtes secondaires traditionnelles que l'on trouve dans d'autres MMO. Chaque niveau est choisi à partir d'un menu central de jeux actuellement joignables à chaud, hébergés par d'autres joueurs, ou d'une option permettant d'héberger une mission nouvellement créée par un joueur. Chaque mission consiste en un niveau instancié qui peut accueillir de 1 à 5 joueurs simultanément, pour un jeu solo ou coopératif en ligne. Chaque mission contient plusieurs sous-niveaux conçus autour d'un thème commun dans l'histoire du monde fantastique d'Alterra, tous hébergés par un seul serveur avec plusieurs versions de niveaux (limite de 5 joueurs) et de zones sociales, appelées Villes (limite de 25 joueurs), fonctionnant simultanément. Les caractéristiques standard d'un MMO incluent : Chat global, liste d'amis et échange d'objets virtuels. 

### Mode histoire coopératif
Il s'agit d'un système de franchissement de niveaux de type RPG Player vs Environment (PvE). Les joueurs (avatars) forment des équipes coopératives dont les objectifs principaux sont de nettoyer les niveaux des monstres contrôlés par l'IA, de collecter des objets et de trouver des coffres au trésor pour obtenir des pièces d'or. Les joueurs peuvent améliorer leurs compétences et leur équipement pour les aider à explorer le monde d'Arterra, soit par le biais de portails interconnectés, soit en utilisant le système de menus des parties en cours. L'augmentation des points d'expérience (xp) des joueurs leur permet de monter de niveau et d'accéder à des campagnes plus difficiles et à des monstres boss de fin de niveau où il est nécessaire de mettre l'accent sur le jeu en équipe et le timing de l'utilisation des compétences de combat.
Quêtes : Les joueurs peuvent parler à des personnages non jouables (PNJ) notables et accepter des quêtes pour suivre l'histoire du jeu. Ce contenu annexe au mode PvE principal de Level-Clearing, comprend un total de 213 quêtes uniques à accomplir et implique des tâches telles que tuer, chercher, trouver et sauver des quêtes en trouvant des PNJ amis donneurs de quêtes et en acceptant leurs défis en échange de récompenses telles que des objets et des pièces d'or. Différentes parties de la terre d'Arterra sont reliées par des portails et des panneaux indicateurs afin de créer un monde connecté pour l'exploration ainsi que pour les « donjon-runs ». 

### Jeu compétitif joueur contre joueur
Le mode Joueur contre Joueur (JcJ) est un jeu instancié, distinct du mode JcE, sauf que les mêmes personnages joueurs et les mêmes statistiques sont utilisés dans les deux modes de jeu. En raison des différences de niveau, deux formes populaires de JcJ sont le « Endgame PvP » pour les joueurs de niveau maximum et le « Twinking » pour les personnages de niveau maximum dans leur fourchette de niveau respective. Les objectifs des joueurs sont d'améliorer leurs statistiques de JcJ en améliorant leurs « ratios morts/morts » et d'améliorer leurs capacités de JcJ en 1v1 et en groupe. Les compétitions et les tournois sont organisés et gérés par les joueurs sur les forums STS.
Le JcJ en arène implique deux équipes de joueurs en 1v1, 3v3 ou 5v5, identifiées comme l'équipe rouge ou l'équipe bleue. Les équipes gagnent un point par joueur tué dans l'équipe opposée et la première équipe à marquer dix morts gagne.
Le jeu de capture de drapeau (Capture-The-Flag PvP) implique deux équipes dont le but est de faire courir un drapeau sans le faire tomber (en étant tué) à travers une arène pour marquer des points. 

### Campagnes
La colonne principale, qui a été rendue gratuite lors de la célébration du premier anniversaire de Pocket Legends, permet aux joueurs de progresser du niveau 1 au niveau 80, le plafond de niveau actuel. Les cartes secondaires, telles que Wildwood, Sandstone Caves, Croc Feud, Skeller Krunch Returns, Frozen Nightmares et Shadow Caves sont également gratuites.  

### Classes
Il existe cinq classes différentes dans Pocket Legends : Enchanteresse, Archer, Ranger, Paladin et Guerrier. Chacune est accompagnée d'un ensemble de douze compétences. Chaque compétence peut être améliorée jusqu'à 9 fois pour les personnages de niveau 65 et plus, et jusqu'à 6 fois pour les personnages de niveau 64 et moins, en utilisant les points de compétence que vous gagnez en montant de niveau ; un niveau est égal à un point de compétence. En fin de partie, toutes les compétences ne peuvent pas être maximisées, ce qui permet d'utiliser différents « builds ». Lorsqu'un point d'attribut est maximisé pour les classes d'archétype correspondantes, ce « build » produit un triumvirat classique des MMO : Guerrier = Tank ; Archer = DPS/Cible unique ; Enchanteresse = AOE Nuke/Healer ; Ranger = DPS en combat rapproché ; Paladin = Tank/Support. En dépensant des points sur des attributs atypiques, on obtient un build hybride. De plus, en répartissant les attributs entre deux catégories, on obtient un build à double spécificité. 
| Attribut     | Guerrier | Archer   | Enchanteresse | Paladin       | Ranger |
| ------------ | -------- | -------- | ------------- | ------------- | ------ |
| Force        | Pure     | Warbird  | Pally         | Tank-Rhino    | Fox    |
| Dextérité    | Dex-Bear | Pure     | Dex-Mage      | Dexalidan     | Fox    |
| Intelligence | Int-Bear | Int-Bird | Pure          | Support-Rhino | Fox    |

Attributs statistiques : Le tableau ci-dessus illustre le principe de jeu de Pocket Legends, qui consiste à empiler des points d'attributs vers une statistique particulière afin de maximiser les statistiques du personnage, telles que la santé, la force, le pourcentage de chances d'esquiver ou de toucher un ennemi, et plus encore, ce qui peut conduire à des « constructions » optimales améliorées par la personnalisation des objets (ci-dessous).
Combinaisons de compétences : En outre, chaque classe peut produire des combinaisons de compétences pour obtenir un bonus de dégâts entre deux compétences de la même classe (petit bonus), deux compétences de deux classes différentes (bonus moyen) et trois compétences de trois classes différentes (grand bonus) ; ces combinaisons sont appelées « combos » de compétences et, avec d'autres chiffres de combat, elles sont affichées visuellement à l'écran pour donner un feedback sur les performances des compétences utilisées par les joueurs en combat. 

### Items
L'indice de rareté des objets est le suivant, du plus commun au plus rare : Gris (poubelle), blanc (commun), orange (peu commun), vert (rare), violet (épique), rose (légendaire), violet foncé (élite). Certains objets sont plus rares que leur couleur ne le suggère parce qu'ils ont été abandonnés. C'est le cas par exemple de certains objets de vacances obtenus dans des cartes de vacances qui ne sont disponibles qu'une fois par an. Il existe également une rareté bleu clair pour les objets de vanité, qui remplacent l'apparence de votre équipement standard. Il y a aussi des armes d'élite nouvellement ajoutées qui sont d'une couleur violette foncée.
En outre, il existe des ensembles d'objets. Ceux-ci offrent des bonus exclusifs pour augmenter les statistiques du joueur et peuvent être identifiés sur d'autres personnages par des étincelles émises par leur corps. Les donjons de fin de partie (niveaux 50-76) contiennent la majorité des ensembles d'objets du jeu. 

### Tarification
L'application Pocket Legends peut être téléchargée et jouée gratuitement. Les cartes qui composent la « colonne vertébrale » du contenu, qui permet de progresser du niveau 1 au niveau maximum, sont gratuites. Certains contenus premium supplémentaires, allant des cartes additionnelles aux améliorations/ajustements de personnages et aux vanités, s'achètent en utilisant le Platinum. Le platine est le crédit premium en jeu utilisé par le développeur Spacetime Studios pour faciliter ces transactions. L'achat de platine n'est pas obligatoire, mais pour rivaliser avec les meilleurs joueurs, il est presque nécessaire de dépenser de grandes quantités de platine en élixirs. En plus de l'achat de crédits de platine, il est possible de gagner du platine gratuit grâce à un fournisseur de services tiers. 

## Développement

### Pré-version
En 2009, STS a investi du temps dans l'expérimentation des applications iOS pendant l'auto-publication de jeux tels que Shotgun granny sous le nom de ClockRocket Games et a décidé qu'un MMO mobile était réalisable sur cette plateforme en utilisant le moteur Spacetime. Le travail a commencé en octobre 2009 et a terminé les mécanismes sous-jacents d'une nouvelle IP appelée Pocket Legends en janvier 2010. Le 3 avril 2010, Spacetime Studios a publié Pocket Legends dans un MMORPG mobile dépouillé mais entièrement fonctionnel et performant sur l'App Store d'Apple. En septembre 2010, Spacetime Studios met régulièrement à jour l'application Spacetime et annonce le support multiplateforme, y compris la plateforme Android, avec un investissement d'Insight Venture Partners (en). En avril 2011, Spacetime Studios célèbre l'anniversaire de la sortie de son mmo mobile fantastique, Pocket Legends. 

### Après la sortie du jeu
Au cours des 12 premiers mois de sa sortie, d'avril 2010 à avril 2011, Pocket Legends a été mis à jour plus de 200 fois et a fait l'objet de 1,7 correctif par jour en moyenne. Ces statistiques comprennent à la fois les soumissions d'approbation de l'app store iOS, les mises à jour du marché Android et les correctifs en direct pour les petites mises à jour utilisant directement le Spacetime Engine. Un exemple des quatre premiers mois de développement post-lancement comprend : x4 nouvelles cartes, nouveau mode de jeu PvP, nouvelles fonctionnalités : Carte du monde, Villes, personnalisation et optimisations et corrections de bugs,.

### Exigences techniques
Pocket Legends est un jeu en ligne qui nécessite une connexion Internet par Wi-Fi ou haut débit mobile (EDGE et 3G). La plupart des spécifications des smartphones et tablettes iOS et Android utilisant une interface graphique tactile multi-touch sont compatibles. Pocket Legends utilise un seul serveur multiplateforme pour héberger tous les jeux, dans le monde entier. 

## Accueil
Pocket Legends a reçu un accueil et des critiques positifs de la part des principales publications de jeux. Entre autres, Pocket Legends a reçu le prix de la « meilleure application/jeu multijoueur » de bestappever.com, Pocket Legends a été nommé dans le « Top 10 des MMO les plus innovants de 2010 » aux côtés de jeux comme EVE Online et World of Warcraft par le site mmorpg.com et Spacetime Studios a été élu l'un des 50 meilleurs studios de développement travaillant sur les plateformes de jeux mobiles par PocketGamer. En 2010, pour la première fois, la Game Developers Conference (GDC) a organisé un « Smartphone Summit » comprenant une présentation du Chief Vision Officer de STS, Cinco Barnes, et à nouveau en 2011 sur le thème du « Mobile Design », en reconnaissance du développement croissant des jeux sur cette plateforme et du milliard de dollars de revenus attendus en 2011 pour les jeux sociaux,. Wired a rapporté un article du site Web technologique « Electricpig », affirmant que STS générait des revenus de 8 000 $ par jour,
- « ce qui en fait une valeur sûre pour des revenus à six chiffres dans un avenir pas si lointain »[17].

À l'occasion de l'anniversaire du lancement du jeu, Gamasutra a décrit Pocket Legends comme suit :
- « Pocket Legends est le plus grand MMO mobile en 3D au monde disponible sur l'App Store (pour l'iPhone, l'iPod touch et l'iPad) et l'Android Market. Pocket Legends s'est rapidement révélé populaire auprès du public et de la presse, recueillant les éloges des publications les plus importantes du secteur »[18].

Les derniers chiffres pour l'application incluent plus de 5 millions de téléchargements dans plus de 200 territoires en mai 2011. 

## Arrêt du développement des extensions
Depuis 2019, aucune nouvelle extension n'a été publiée. Après la sortie de Pocket Legends, les développeurs ont sorti plusieurs autres MMO mobiles. Ils ont fait valoir que la dernière extension de Pocket Legends ne s'est pas monétisée comme espéré parce que la base de joueurs a diminué, vraisemblablement parce que la plupart des joueurs sont passés à leurs autres MMO et qu'ils s'attendaient à avoir plus de revenus en se concentrant sur leur dernier MMO, Arcane Legends. 